# Catocalinae
|  | Dieser Artikel wurde aufgrund von formalen oder inhaltlichen Mängeln in der Qualitätssicherung Biologie zur Verbesserung eingetragen. Dies geschieht, um die Qualität der Biologie-Artikel auf ein akzeptables Niveau zu bringen. Bitte hilf mit, diesen Artikel zu verbessern! Artikel, die nicht signifikant verbessert werden, können gegebenenfalls gelöscht werden. Lies dazu auch die näheren Informationen in den Mindestanforderungen an Biologie-Artikel. |

Die Catocalinae sind eine Unterfamilie der Schmetterlinge (Nachtfalter) aus der Familie der Erebidae. Weltweit sind über 10.000 Arten bekannt. In Europa sind es nur etwa 96 Arten, in Mitteleuropa etwas über 30 Arten. Es handelt sich meist um relativ große, meist nachtaktive Falter mit meist sehr farbigen Hinterflügeln und meist unscheinbaren Vorderflügeln.

## Merkmale
Die Arten dieser Unterfamilie sind meist relativ groß. Die europäischen Arten sind in der Größenordnung von 22 bis 98 mm Flügelspannweite. Die Hinterflügel sind oft prominent gefärbt, während die Vorderflügel meist unscheinbar schwarz, grau oder braun gefärbt sind. Allerdings gibt es auch einige Ausnahmen (z. B. Ophiusa tirhaca mit auffallend gelben Vorderflügeln). Goater et al. (2003) listen drei Autapomorphien, die diese Gruppe als Monophylum begründen:
- Hinterflügel mit einem terminalen schwarzen Fleck und Fransen zwischen den M3 und Cu1-Venen der Flügeläderung
- Im weiblichen Genitalapparat sind die posterioren Apophysen stabförmig oder basal nur leicht breiter, ohne die gewöhnlich flache diamantförmige Basalstruktur nahe dem Ovipositor.

Dazu kommen noch einige Merkmale, die aber nicht bei allen Gruppen vorhanden sind:
- die Flügel werden in der Ruheposition flach gehalten
- farbige und/oder gemusterte Hinterflügel
- eine quadrifide Äderung der Hinterflügel
- ein schuppenfreies Feld direkt oberhalb der Proboscis
- sowie fünf weitere Merkmale im männlichen und weiblichen Genitalapparat

## Geographische Verbreitung und Lebensraum
Die Unterfamilie Catocalinae ist weltweit verbreitet; der Schwerpunkt der Verbreitung liegt in den Tropen und Subtropen. Einige Arten wandern auch über größere Strecken, und daher können manchmal auch subtropische Arten in Europa angetroffen werden. Entsprechend der großen geographischen Verbreitung und der riesigen Artenzahl werden eine große Bandbreite von Lebensräumen besiedelt, die von trockenen Wüsten und Halbwüsten bis in den tropischen Regenwald reichen.

## Lebensweise
Entsprechend der großen geographischen Verbreitung bilden manche Arten nur eine Generation pro Jahr, andere Arten mehrere Generationen. Die Falter sind meist nachtaktiv. Es gibt jedoch auch einige Arten, die auch tagaktiv sind, etwa die Braune Tageule (Euclidia glyphica) und die Scheck-Tageule (Callistege mi). Die Falter nehmen Nahrung auf und können daher geködert werden. Sie kommen in der Regel auch an künstliche Lichtquellen. Auch bei den Raupennahrungspflanzen gibt es entsprechend der großen geographischen Verbreitung, der vielfältigen Habitate und der großen Artenzahl eine sehr weite Palette. Das gilt jedoch nicht für die einzelnen Arten, die manchmal sogar monophag sind.

## Systematik
Die Unterfamilie Catocalinae umfasste ursprünglich alle „quadrifinen“ Noctuiden. Allerdings ist dieses Merkmal ursprünglich und kann nicht zur Definition der Gruppe benutzt werden. Erst Goater, Ronkay und Fibiger gelang es 2003 drei Merkmale zu finden, die als apomorph zu bewerten sind und deshalb zum Nachweis der Monophylie benutzt werden können. Allerdings mussten in dieser Fassung einige Gruppen ausgeschlossen werden. Die früher vielfach hierher gestellten Calpinae werden als eigenständige Unterfamilie betrachtet. Die folgende Aufstellung der in Europa vorkommenden Gattungen und Arten ist Goater et al. (2003) entnommen. Ergänzt sind einige nicht europäische Arten.
- Tribus Acantholipini Fibiger & Lafontaine, 2005
  - Gattung Acantholipes Lederer, 1857
    - Acantholipes regularis (Hübner, 1813)
- Tribus Arytrurini Fibiger & Lafontaine, 2005
  - Gattung Arytrura John, 1912
    - Arytrura musculus (Ménétriés, 1859)
- Tribus Catocalini Boisduval, 1828
  - Gattung Catocala Schrank, 1802
    -       - Eurasische Arten

    - Catocala actaea Felder & Rogenhofer, 1874
    - Catocala adultera Ménétriés, 1856
    - Catocala brandti Hacker & Kautt, 1999
    - Catocala conjuncta (Esper, 1787)
    - Catocala conversa (Esper, 1783)
    - Catocala deducta Eversmann, 1843
    - Catocala detrita Warren, 1913
    - Catocala dilecta (Hübner, 1808)
    - Catocala disjuncta (Geyer, 1828)
    - Catocala diversa (Geyer, 1828)
    - Weidenkarmin (Catocala electa (Vieweg, 1790))
    - Pappelkarmin (Catocala elocata) (Esper, 1787)
    - Catocala eutychea Treitschke, 1835
    - Blaues Ordensband (Catocala fraxini (Linné, 1758))
    - Gelbes Ordensband (Catocala fulminea (Scopoli, 1763))
    - Catocala hymenaea (Denis & Schiffermüller, 1775)
    - Catocala lara Bremer, 1861
    - Catocala lupina Herrich-Schäffer, 1851
    - Catocala mariana Rambur, 1858
    - Catocala neonympha (Esper, 1805)
    - Rotes Ordensband (Catocala nupta (Linné, 1767))
    - Catocala nymphaea (Esper, 1787)
    - Catocala nymphagoga (Esper, 1787)
    - Catocala oberthueri Austaut, 1879
    - Catocala optata (Godart, 1825)
    - Catocala orientalis Staudinger, 1877
    - Bruchweidenkarmin (Catocala pacta (Linné, 1758))
    - Kleines Eichenkarmin (Catocala promissa (Denis & Schiffermüller, 1775))
    - Catocala puerpera (Giorna, 1791)
    - Catocala separata Freyer, 1848
    - Großes Eichenkarmin (Catocala sponsa (Linné, 1767))
      - Nordamerikanische Arten

    - Catocala amica Hübner, 1818
    - Catocala angusi Grote, 1876
    - Catocala antinympha (Hübner, 1823)
    - Catocala cerogama Guenée, 1852
    - Catocala coccinata Grote, 1852
    - Catocala connubialis Guenée, 1852
    - Catocala epione (Drury, 1773)
    - Catocala grynea Cramer, 1780
    - Catocala innubens Guenée, 1852
    - Catocala judith Strecker, 1874
    - Catocala lacrymosa Guenée, 1852
    - Catocala micronympha Guenée, 1852
    - Catocala nebulosa Edwards, 1864
    - Catocala palaeogama Guenée, 1852
    - Catocala relicta Walker, 1858
    - Catocala ultronia (Hübner, 1823)
- Tribus Euclidiini Fibiger & Lafontaine, 2005
  - Gattung Euclidia Ochsenheimer, 1816 (mit den Untergattungen E. (Euclidia), E. Callistege) Hübner, 1823 und E. Gonospileia) Hübner, 1823)
    - Euclidia fortalicium (Tauscher, 1809)
    - Braune Tageule (Euclidia glyphica (Linné, 1758))
    - Scheck-Tageule (Euclidia mi (Clerck, 1759)
    - Euclidia munita (Hübner, 1813)
    - Euclidia triquetra (Denis & Schiffermüller, 1775)
- Tribus Melipotini Richards, 1933
  - Gattung Drasteria Hübner, 1818
    - Drasteria flexuosa (Ménétriés, 1848)
    - Drasteria tenera (Staudinger, 1877)
    - Drasteria caucasica (Kolenati, 1846)
    - Drasteria picta (Christoph, 1877)
    - Drasteria cailino (Lefebvre, 1827)
    - Drasteria saisani (Staudinger, 1882)
    - Drasteria sesquistria (Eversmann, 1854)
    - Drasteria rada (Boisduval, 1848)
- Tribus Ophiusini Guenee, 1837
  - Gattung Achaea Hübner, 1823
    - Achaea catocaloides Guenée, 1852, Westafrika

  - Gattung Catephia Ochsenheimer, 1816
    - Weißes Ordensband (Catephia alchymista (Denis & Schiffermüller, 1775)

  - Gattung Cerocala Boisduval, 1829
    - Cerocala algiriae Oberthür, 1876
    - Cerocala scapulosa (Hübner, 1808)

  - Gattung Clytie Hübner, 1823
    - Clytie delunaris (Staudinger, 1889)
    - Clytie syriaca (Bugnion, 1837)
    - Clytie illunaris (Hübner, 1813)
    - Clytie gracilis (Bang-Haas, 1907)

  - Gattung Dysgonia Hübner, 1823
    - Dysgonia rogenhoferi (Bohatsch, 1880)
    - Dysgonia torrida Guenée, 1852
    - Dysgonia algira (Linné, 1767)

  - Gattung Grammodes Guénée, 1852 (incl. der Gattung Prodotis John, 1910)
    - Grammodes bifasciata (Petagna, 1787)
    - Grammodes stolida (Fabricius, 1775)

  - Gattung Heteropalpia Berio, 1939
    - Heteropalpia acrosticta (Püngeler, 1904)

  - Gattung Minucia Moore, 1885
    - Braunes Ordensband (Minucia lunaris (Denis & Schiffermüller, 1775))

  - Gattung Ophiusa Ochsenheimer, 1816
    - Ophiusa tirhaca (Cramer, 1773)

  - Gattung Pandesma Guenée, 1852
    - Pandesma robusta (Walker, 1858)

  - Gattung Percyma Herrich-Schäffer, 1851
    - Pericyma albidentaria (Freyer, 1842)

  - Gattung Zethes Rambur, 1833
    - Zethes insularis Rambur, 1833
- Tribus Toxocampini Goater, Ronkay & Fibiger, 2003
  - Gattung Anumeta Walker, 1858
    - Anumeta atrosignata Walker, 1858
    - Anumeta spilota (Ershov, 1874)
    - Anumeta henkei (Staudinger, 1877)
    - Anumeta fractistrigata (Alphéraky, 1882)
    - Anumeta cestis (Ménétriés, 1848)

  - Gattung Apopestes Hübner, 1823
    - Apopestes spectrum (Esper, 1787)

  - Gattung Autophila Hübner, 1823 (mit den Untergattungen A. (Autophila) und A. Cheirophanes Boursin, 1955)
    - Autophila hirsuta (Staudinger, 1870)
    - Autophila libanotica (Staudinger, 1901)
    - Autophila limbata (Staudinger, 1871) (mit zwei Unterarten)
    - Autophila dilucida (Hübner, 1808)
    - Autophila asiatica (Staudinger, 1888)
    - Autophila rosea (Staudinger, 1888)
    - Cheirophanes cataphanes (Hübner, 1813) (mit zwei Unterarten)
    - Cheirophanes anaphanes Boursin, 1940 (mit zwei Unterarten)
    - Cheirophanes chamaephanes Boursin, 1940
    - Cheirophanes ligaminosa (Eversmann, 1851)
    - Cheirophanes maura (Staudinger, 1888)

  - Gattung Chrysorithrum Butler, 1878
    - Chrysorithrum flavomaculata (Bremer, 1861)

  - Gattung Exophyla Guenée, 1841
    - Exophyla rectangularis (Geyer, 1828)

  - Gattung Lygephila Billberg, 1820
    - Lygephila lusoria (Linné, 1758)
    - Lygephila lubrica (Freyer, 1846)
    - Lygephila ludicra (Hübner, 1790)
    - Lygephila lycyrrhizae (Staudinger, 1871)
    - Lygephila fonti Yela & Calle, 1990
    - Nierenfleck-Wickeneule ( Lygephila pastinum (Treitschke, 1826))
    - Marmorierte Wickeneule (Lygephila viciae (Hübner, 1822))
    - Randfleck-Wickeneule (Lygephila craccae (Denis & Schiffermüller, 1775))
    - Lygephila procax (Hübner, 1813)

  - Gattung Tathorhynchus Hampson, 1894 (wird von Goater et al., 2003 als Untergattung von Lygephila betrachtet)
    - Tathorhynchus exsiccata (Lederer, 1855)